# Aurelio de Llano
Aurelio de Llano y Roza de Ampudia (Valle, Caravia la Baja, Caravia, Asturias, 19 de marzo de 1868 - Madrid, 2 de noviembre de 1936). Escritor y folklorista asturiano. 

## Biografía
Nacido en Caravia Baja, estudia en Mieres Ingeniería de Minas y fábricas metalúrgicas. Desde un principio comienza a trabajar en diferentes zonas industriales de Asturias. Mientras desarrolla este trabajo crece su afición por el folklore asturiano y por la historia de la región que le vio nacer, iniciando luego su trayectoria como folclorista a los cincuenta años de edad. Algo que le llevará a ser el cofundador y primer presidente del Centro de Estudios Asturianos en 1918 así como también socio fundador de la Sociedad de Antropología, Etnografía y Prehistoria en 1921. Tras unos años de estudio comienza a crecer su vena asturianista; es en esta última etapa cuando empieza a dedicarse a escribir pequeñas colaboraciones en la prensa ovetense que culminan con la publicación del libro Hogar y Patria. Estudios de casas para obreros (1906) donde deja patente su preocupación por la situación de las clases sociales menos favorecidas. 
Desde los años 1905 al 1908 colabora en el diario ovetense El Carbayón. En estos momentos ya ha desarrollado un interés por la arqueología y la cultura popular lo que, sumado a su creciente interés por la historia de Asturias y a su trabajo de ingeniero, le llevan en 1916 a comenzar una serie de excavaciones en la zona de San Miguel de Lillo que le lleva a reconstruir el trazado de la iglesia original anterior al templo de San Miguel apoyado en sus dotes de dibujo y topografía. Como resultado de estas investigaciones publica su libro La Iglesia de San Miguel de Lillo (1917), en el que recoge todos los estudios e investigaciones llevadas a cabo durante la excavación del templo. Ese mismo año es nombrado Caballero de la Orden Civil de Alfonso X el Sabio, miembro de la Real Academia de Historia y delegado regio de Bellas Artes en la capital asturiana.
En 1917 vuelve también a Caravia la Baja, su casa natal, donde lleva a cabo trabajo de campo en las excavaciones en el castro y en otros yacimientos próximos. El hecho de que su anterior publicación fuese acogida con gran expectación e interés por sus contemporáneos le animó a empezar un proyecto muy querido por él y a la vez largo tiempo pensado, El Libro de Caravia (1919), libro que recoge la historia y el folklore de su municipio natal.  Toda su labor en el castro es recogida en dicho ejemplar donde convergen la investigación prehistórica, fruto de su actividad arqueológica, con los estudios folklóricos y etnográficos. Ese trabajo en los yacimientos del Picu'l Castru presente en el libro supone una de las primeras investigaciones de los castros del noroeste de Asturias.
Gracias a la publicación de este título recibe una carta de Ramón Menéndez Pidal, quien le alienta a hacer una recolección sobre cuentos populares. Dicha carta iniciará un intercambio postal que resultará en una larga relación epistolar entre ambos estudiosos, generando así una fructífera comunicación Asturias-Madrid. Menéndez Pidal le orientará y aconsejará en su trayectoria, escribiéndole, así mismo, el prólogo de su obra Del folklore asturiano: Mitos, supersticiones, costumbres (1922), que será además reconocida como mérito relevante por la Real Academia Española. Esta fue producto de tres años de viajes por el territorio asturiano, recolectando conocimiento popular de la Asturias más rural, algo con lo que ya estaba familiarizado desde niño por haberse criado en su pueblo natal. Tras haberse trasladado a Oviedo, siente nostalgia por ese mundo rural que, además, se está viendo ensombrecido por la industrialización. Ello le sirve como detonante para realizar esa recopilación de relatos, leyendas y otros cuentos y canciones, todos ligados al ámbito tradicional y recogidos por transmisión oral a los que él mismo, antes de su publicación, sometió a cierta castellanización. Esta obra la edita tras un intenso estudio del folklore regional y supondrá una de las obras más importantes que existe acerca de este tema, siendo el libro cumbre en su estudio de las costumbres y creencias de Asturias.
Asimismo, Pidal favorecerá que publique en el Centro de Estudios Históricos Cuentos asturianos recogidos de la tradición oral (1924), la cual supondrá la primera publicación que recoja una compilación de relatos orales regionales. La obra está conformada por unos dos centenares de relatos que agrupa por temas, mencionando igualmente si estos cuentan con alguna variación e indicando el contexto y los detalles de aquellos habitantes que le trasladaron  los testimonios. Ese mismo año edita otro título, Esfoyaza de cantares asturianos recogidos directamente de boca del pueblo (1924), en relación con ese mismo ambiente folklórico y que repite el tratamiento idealizado, armónico presente en sus obras y con el que difunde la imagen de la Asturias rural.
Dentro de su carrera también hará una incursión en el campo lingüístico con dos artículo sobre el dialecto y la jerga asturiana publicados en el Boletín del Centro de estudios asturianos y una recopilación de vocabulario de lengua asturiana editada para la RAE en ese afán de divulgación y estudio regional.
Desde el año 1922 al 1927 estudia y divulga diversos aspectos de la cultura asturiana destacando, por ejemplo, Bellezas de Asturias. De Oriente a Occidente (1927) donde desarrolla una guía de toda la región. En 1927 inicia un periodo de siete años hasta 1934 en los que no publica nada. Tras estos años, en 1934 edita una crónica de carácter documental basada en la revolución de octubre del 34. 
Fallece en Madrid en noviembre de 1936 durante la Guerra civil española, siendo el precursor de los estudiosos que le seguirán más tarde en el estudio de la cultura tradicional asturiana, así como uno de los mayores valedores que ha tenido tanto el folklore como otras diferentes manifestaciones culturales de Asturias. Durante el periodo de posguerra  su figura fue dejada de lado; sin embargo, en 1968, con motivo del centenario de su nacimiento, se quiso reivindicar su figura, y, ya en periodo de la Transición, mucha de su obra fue reeditada siendo revalorizado su trabajo como gran estudioso del folklore asturiano.  
Por todos estos hechos en vida fue galardonado con diferentes reconocimientos y distinciones, como académico correspondiente de distintas instituciones tales como la Real Academia de Historia, la Real academia de Bellas Artes de San Fernando, la Real Academia de la Lengua, de la de Ciencias Históricas de Toledo, de la de San Luis de Zaragoza de la de Ciencias y Artes de Cádiz y de la Real Academia Sevillana de Buenas Letras. A todo ello fue así mismo socio de número de la Sociedad Española de Antropología, Etnografía y Prehistoria, caballero y comendador de la Orden Civil de Alfonso XII, y comendador de la Real Orden de Isabel la Católica, y fue además Delegado Regio de Bellas Artes de Oviedo. 
Fuera de España obtuvo también diversas distinciones en varias instituciones extranjeras. Fue nombrado miembro de la Real Academia de Arqueología de Bélgica, de la Academia Nacional de Ciencias, Bellas Letras y Artes de Burdeos, del Instituto Arqueológico del Imperio Germánico y del Museum Für Volkskunde de Viena.

## Obras
- Hogar y Patria. Estudios de casas para obreros (1906).
- Ciencia vulgar (1914).
- La Iglesia de San Miguel de Lillo (1917).
- El Libro de Caravia (1919).
- «Dialectos jergales asturianos. Vocabulario de la "xíriga" y el "bron"», Boletín del Centro de Estudios Asturianos (1921).
- Del folklore asturiano: mitos, supersticiones, costumbres (1922).
- Esfoyaza de cantares asturianos recogidos directamente de boca del pueblo (1924).
- Cuentos asturianos recogidos de la tradición oral (1924).
- «Vocabulario de la tixileira. Dialecto jergal asturiano», Boletín del Centro de Estudios Asturianos (1924).
- Bellezas de Asturias de Oriente a Occidente (1928).
- Pequeños anales de quince días. La revolución en Asturias (1934).